# Toqto'a
Toqto'a (zh. 脫脫T, 脱脱S, TuōtuōP); mn. ᠲᠣᠭᠲᠠᠭᠠᠬᠤ, Toqtogha; ru. Тогтох; nome di cortesia Dayong (大用S) (1314 – Yunnan, 10 gennaio 1356) è stato uno storico e politico cinese della dinastia Yuan, anche noto come il "Grande storico".
Fu l'autore di tre delle Ventiquattro Storie, i classici della storiografia imperiale cinese: la Storia dei Liao, la Storia dei Jin e la Storia dei Song, cioè i tre stati cinesi predecessori della dinastia Yuan. Fu anche figura di primo piano nel complesso scacchiere politico dell'ultimo periodo degli Yuan quale Gran Cancelliere di Toghon Temür (imperatore Huizong 惠宗S, HuìzōngP, r. 1333-1368). Fu poi accusato ingiustamente, bandito e assassinato. Così facendo, la corte Yuan perse quella ch'era forse la sua ultima possibilità di debellare la Rivolta dei Turbanti Rossi che avrebbe posto fine al dominio mongolo sulla Cina. Era il nipote di Bayan dei Merkit e il fratello di Bayan Khutugh.

## Biografia

### Origini

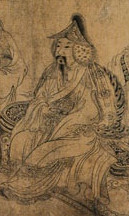
Ritratto dell'Imperatore Toghon Temür/Hui Zong, servito da Toqto'a quale Gran Cancelliere.

Toqto'a nacque dall'aristocratico mongolo-Merkit Majarday (anche noto come Chuan) nel 1314. Suo zio era Bayan dei Merkit (†1340), elevato al rango di Gran Cancelliere durante il regno di Toghon Temür (imperatore Huizong 惠宗S, HuìzōngP, r. 1333-1368), l'ultimo imperatore Yuan, che doveva il suo trono proprio alle macchinazioni di Bayan.
Toqto'a ricevette un'educazione confuciana. Temendo che il carattere ambizioso e ultra-conservatore dello zio Bayan potesse danneggiasse il prestigio della famiglia, Toqto'a e suo padre, in accordo con il Khaghan Toghon, organizzarono un complotto per eliminare Bayan. Nel marzo 1340, chiusero le porte delle mura del palazzo mentre Bayan cacciava nelle campagne vicine, si rifiutarono di farlo entrare e l'arrestarono. Bayan fu mandato in esilio e, in novembre, Toqto'a lo sostituì come Gran Cancelliere.

### Attività letteraria
Nel 1343, un editto dell'imperatore Toghon Temür pose Toqto'a a capo della commissione imperiale con il compito di redigere, per il novero della storiografia imperiale cinese, le c.d. "Ventiquattro Storie", la storia dinastica delle dinastie che gli Yuan discendenti di Gengis Khan avevano soggiogato per garantirsi il controllo della Cina (v.si Conquista mongola della Cina): i Liao, i Jīn e i Song. Si trattava d'un notevole progetto letterario rimasto pendente sin dal regno di Kublai Khan (r. 1260-1294), nipote di Gengis e unificatore della Cina sotto lo scettro mongolo, causa la sua natura molto controversa.
Molti studiosi cinesi dell'epoca sostenevano infatti che le dinastie Liao e Jīn, in quanto "barbare" poiché di etnia non-Han (cinese), non meritassero una propria storia ufficiale, e postularono che la storia dei Liao e dei Jīn dovesse essere registrata come appendice alla storia ufficiale dei Song di etnia Han. Tale dibattito s'inquadrò nella più ampia disputa tra la volontà della corte Yuan, barbara anch'essa in quanto mongola, e gli studiosi/cortigiani han al servizio della stessa, motivata dalla teoria politica cinese, criticata dagli eredi di Kublai, secondo cui solo una dinastia alla volta poteva essere considerata legittima. Causa questa disputa tra due diverse culture politiche, le storie dei Jīn, dei Liao e dei Song che i mongoli avevano sconfitto e spodestato per garantirsi il controllo sulla Cina non furono ufficialmente compilate fino al regno di Toghon Temür.
Toqto'a guidò un gruppo di funzionari per compilare rapidamente le storie dinastiche dei Liao, Jīn e Song. L'immenso lavoro fu svolto in un periodo relativamente breve (pochi anni), il che ha causato una mancanza di correzione di bozze e di critica testuale. Le tre opere prodotte sono state:
- la Storia dei Liao (zh. 遼史T, 辽史S, Liáo ShǐP, lett. "Storia di Liao"), ultimata nel 1343.
- la Storia dei Jin (zh. 金史T, 金史S, Jīn ShǐP, lett. "Storia di Jin"), ultimata nel 1344;
- la Storia dei Song (zh. 宋史S, Sòng ShǐP, Sung ShihW, lett. "Storia di Song"); ultimata nel 1346.

### Attività politica
Nel 1344, un grande piano per deviare il corso del fiume Yongding e facilitare il trasporto dell'acqua verso la capitale imperiale di Khanbaliq (odierna Pechino) generò una forte opposizione e Toqto'a si dimise. Durante gli Anni 1330, la peste e la carestia avevano devastato il bacino del fiume Huai, mentre si verificarono disordini nelle terre di confine della Cina meridionale, della Manciuria e del Tibet. Le massicce inondazioni del Fiume Giallo prostrarono decine di città, bloccarono il Gran Canale e innescarono lo spostamento del fiume verso un nuovo alveo a nord della penisola dello Shandong. Nel frattempo, la pirateria aveva reso sempre più rischiosa la rotta marittima per il trasporto del grano della Cina meridionale verso la capitale. Il successore di Toqto'a, il nuovo consigliere, Berke-Buqa, era troppo debole per gestire tutte queste questioni. Nell'agosto del 1349, Toqto'a, che nel 1347 era stato costretto a ritirarsi nel Gansu insieme al padre, fu pertanto richiamato nella capitale imperiale e riconfermato quale Gran Cancelliere.
Nell'inverno del 1350–51, Toqto'a mosse contro il capo-pirata Fang Guozhen che controllava le prefetture di Jingyuan, Taizhou, Wenzhou e, praticamente, l'intera costa dello Zhejiang, da Ningbo al Fujian settentrionale. Il colpo fallì, così il Cancelliere, con il sostegno di Khagan Toghon Temür, propose di deviare il fiume Giallo verso il suo canale meridionale per riparare il Gran Canale. Nell'aprile del '51, iniziarono i lavori di questo grande progetto, impiegando 150.000 lavoratori civili, 20.000 soldati e 1.845.636 yastuq di carta moneta. Le precedenti emissioni di valuta cartacea erano state limitate dalle riserve d'argento ma Toqto'a emise 2 milioni di ding di valuta cartacea non supportata per pagare manodopera e materiali, con un sicuro (anche se ad oggi non chiaro) impatto sull'economia imperiale.
Nel frattempo, profittando della massa di lavoratori mobilitati per i lavori idraulici del Fiume Giallo, Han Shantong, sedicente discendente di Hui Zong (imperatore Song), avviò a Yingzhou, nel Anhui, la Rivolta dei Turbanti Rossi (1351-1368): un'insurrezione di matrice religiosa, anti-Yuan, volta alla restaurazione del potere Han. A Toqto'a fu ordinato di marciare contro i ribelli e il principe radunò pertanto un esercito di volontari, per lo più cinesi. Riuscì a sconfiggere i ribelli e, il 23 ottobre 1352, riconquistò la strategica città di Xuzhou dopo un assedio di sei giorni. Altri funzionari provinciali sollevarono eserciti Han cinesi, mongoli e Miao per attaccare i ribelli e, nell'inverno del 1353-54, i Turbanti Rossi, nella Cina del Nord, erano praticamente debellati, con Han Shantong catturato e giustiziato.
Un altro membro dei Turbanti Rossi, Zhang Shicheng, aveva però nel frattempo occupato l'importante città-porto di Gaoyou (1353), sul Gran Canale, e vi si era intronato quale Re Cheng di Da Zhou (1364), estendendo poi il suo controllo anche su Yangzhou, snodo fondamentale nel commercio del sale. Questo, unitamente al persistere del problema dei pirati di Fang Guozhen, seguitava a bloccare le spedizioni di grano dal sud lasciando Khanbaliq alla fame. Toqto'a rispose con un altro grande piano, questa volta agricolo, per intensificare la coltura del riso nel Hebei centrale, importando 2.000 agricoltori della Cina meridionale e spendendo 5 milioni di ding, radunando nel contempo un altro esercito per attaccare Gaoyou e riaprire il Gran Canale.
L'ex-protetto di Toqto'a e ora suo rivale per il predominio sulla corte, Hama dei Qanqli, e l'erede al trono, Ayushiridara, sostenuto dalla madre, l'intrigante Imperatrice Gi di origini coreane, tramarono contro Toqto'a. Lo accusarono di corruzione e malversazione durante la gestione della Rivolta dei Turbanti Rossi e indussero l'imperatore, probabilmente già spaventato dal potere del cancelliere, a spogliarlo delle sue dignità nel 1354. Organizzarono poi il suo rapido licenziamento e l'esilio per decreto imperiale, proprio mentre l'assedio di Gaoyou si stava avvicinando alla vittoria. Sebbene Toqto'a avesse sotto di sé un vasto numero di truppe leali, il 7 gennaio accettò il decreto del Khagan e diede istruzioni ai suoi soldati di rispettare il nuovo comandante giunto a sostituirlo. A causa della sua popolarità, molte delle truppe sotto il suo comando si rifiutarono di prestare servizio sotto un nuovo comandante e lasciarono l'esercito o si unirono ai ribelli. Mentre Toqto'a era in esilio nel Yunnan, fu avvelenato dagli assassini di Hama il 10 gennaio 1356.

## Nei Media
- Il personaggio di Toqto'a è interpretato da Jin Yi-han nella serie televisiva del 2013 Gi hwanghu ("Imperatrice Gi").